# 佐藤啓介 (野球)
佐藤 啓介（さとう けいすけ、2001年5月24日 - ）は、愛知県海部郡大治町出身のプロ野球選手。右投左打。広島東洋カープ所属。

## 経歴

### プロ入り前
幼稚園の年長より中京ボーイズで野球を体験すると、小学1年生から正式に同チームに入り、大治中学校時代までプレー。この頃から主に内野手としてプレーしていた。
中京大学附属中京高校時代は3年夏の県大会で2本塁打の活躍を見せた。東海地区大学野球連盟の静岡大学時代は1年秋からリーグ戦に出場し、3年春には主軸として8年ぶりの全日本大学選手権出場に貢献、この年のオフにプロ志望を決断した。大学通算100安打を超え、本塁打も17本を放った。
2023年10月26日に開催されたドラフト会議では広島東洋カープから育成2位指名を受け、11月17日に支度金319万円、年俸300万円で仮契約。背番号は124。球団初の国立大学出身選手となった。

### 広島時代
2024年は二軍で開幕から打撃好調で17試合連続安打を記録するなど一時は打率4割超で、3月・4月度のファーム月間MVPを受賞。6月7日に支配下登録。静岡大学出身選手としては初めての支配下選手となった。背番号は94。6月9日に出場選手登録されると、同日の対千葉ロッテマリーンズ戦で「8番・一塁手」として初出場・初先発出場。初打席は投手のC.C.メルセデスの失策で出塁した。6月11日の対埼玉西武ライオンズ戦で今井達也からプロ初安打を記録。5試合の出場で安打は2本にとどまり、交流戦終了後の6月19日に登録抹消となった。

## 選手としての特徴・人物
広角に長打が打てる打撃が持ち味。担当スカウトの松本有史は指名挨拶で、「長打も打てて反対方向にもしっかり打てる。すぐに支配下になり（自身の担当選手だった）西川龍馬ぐらいになってくれるのでは」と期待と評価を寄せた。
長所は「考える力と課題解決能力」と自己分析する。
全国区の高校野球強豪校でプレイした後に国立大学進学という異色の経歴の持ち主だが、本格的に野球をやるのは高校までと考えており早くから国立大を志望していた。元々勉学を好んでおり受験勉強も苦にならなかったという。
静岡大学は野球強豪校ではなかったが、会社経営者でもある高山慎弘監督が就任し選手の自主性を重視する練習体制を指向、全国大会進出の躍進に繋がった。この方針は佐藤の性格に合っており、再び本格的に野球に取り組む契機となったという。

## 詳細情報

### 年度別打撃成績
| 年 度     | 球 団     | 試 合 | 打 席 | 打 数 | 得 点 | 安 打 | 二 塁 打 | 三 塁 打 | 本 塁 打 | 塁 打 | 打 点 | 盗 塁 | 盗 塁 死 | 犠 打 | 犠 飛 | 四 球 | 敬 遠 | 死 球 | 三 振 | 併 殺 打 | 打 率 | 出 塁 率 | 長 打 率 | O P S |
| --------- | --------- | ----- | ----- | ----- | ----- | ----- | -------- | -------- | -------- | ----- | ----- | ----- | -------- | ----- | ----- | ----- | ----- | ----- | ----- | -------- | ----- | -------- | -------- | ----- |
| 2024      | 広島      | 7     | 17    | 15    | 1     | 2     | 0        | 0        | 0        | 2     | 0     | 0     | 0        | 0     | 0     | 2     | 0     | 0     | 3     | 0        | .133  | .235     | .133     | .369  |
| 通算：1年 | 通算：1年 | 7     | 17    | 15    | 1     | 2     | 0        | 0        | 0        | 2     | 0     | 0     | 0        | 0     | 0     | 2     | 0     | 0     | 3     | 0        | .133  | .235     | .133     | .369  |

- 2024年度シーズン終了時

### 年度別守備成績
| 年 度 | 球 団 | 一塁  | 一塁  | 一塁  | 一塁  | 一塁  | 一塁     |
| 年 度 | 球 団 | 試 合 | 刺 殺 | 補 殺 | 失 策 | 併 殺 | 守 備 率 |
| ----- | ----- | ----- | ----- | ----- | ----- | ----- | -------- |
| 2024  | 広島  | 4     | 35    | 5     | 0     | 1     | 1.000    |
| 通算  | 通算  | 4     | 35    | 5     | 0     | 1     | 1.000    |

- 2024年度シーズン終了時

### 記録
初記録
- 初出場・初先発出場：2024年6月9日、対千葉ロッテマリーンズ3回戦（MAZDA Zoom-Zoom スタジアム広島）、「8番・一塁手」で先発出場[11]
- 初打席：同上、2回裏にC.C.メルセデスから投失[12]
- 初安打：2024年6月11日、対埼玉西武ライオンズ1回戦（ベルーナドーム）、4回表に今井達也から右前安打[13]

### 背番号
- 124（2024年[7] - 同年6月6日）
- 94（2024年6月7日[9] - ）